# Яблоновка (Приморский край)
Я́блоновка — село в Яковлевском районе Приморского края. Административный центр Яблоновского сельского поселения.

## География
Расположено на правом берегу реки Арсеньевка.
Село стоит на автодороге, соединяющей Покровку Яковлевского района с посёлка Кировский, расстояние до Покровки около 28 км, расстояние до районного центра села Яковлевка около 33 км.

## Население
| 1915 | 2001 | 2002 | 2010 | 2019 |
| ---- | ---- | ---- | ---- | ---- |
| 557  | ↗642 | ↗688 | ↘434 | ↘350 |

## Улицы
| - ул. Давыдова, - ул. Зелённая, - ул. Кедровая, - ул. Кооперативная, | - ул. Лесная, - ул. Луговая, - ул. Новая, - ул. Партизанская, | - пер. Партизанский, - ул. Советская, - ул. Спортивная, - ул. Школьная. |